# Gyaltsab Je
Gyaltsab Je, ook wel (Gyaltsab) Dharma Rinchen (Tsang, 1364 - 1432) was een belangrijk Tibetaans geestelijke van ge gelugtraditie van het Tibetaans boeddhisme.
Dharma Rinchen staat bekend als een van de drie belangrijkste studenten van de grote hervormer Tsongkhapa. Hij was zijn opvolger. Daarmee was hij na diens dood ook de tweede Ganden tripa van de gelugtraditie en dus abt van het klooster Ganden. De andere twee studenten waren de eerste dalai lama Gendün Drub en de eerste pänchen lama Khädrub Je.
Gyaltsab Je was een vruchtbaar schrijver. Een van zijn meest bekende teksten is een commentaar op de Bodhicharyavatara.